# PAK5
Serin/Threonin-Proteinkinase PAK 5 ist ein Enzym, das beim Menschen durch das PAK5-Gen kodiert wird.
Das PAK5-Enzym ist eines von drei Mitgliedern der Gruppe II der p21-aktivierten Kinasen (PAK), die wiederum zu den Serin/Threonin-Proteinkinasen zählen. Es ist evolutionär über verschiedene Arten hinweg konserviert.

## Entdeckung
PAK5 wurde ursprünglich als hirnspezifische Kinase kloniert, die vorwiegend im Gehirn exprimiert wird und eine vermutete Rolle beim Neuritenwachstum in neuronalen Zellen spielt. Die Selektivität der PAK5-Signalgebung wurde durch ihre Fähigkeit erkannt, die JNK-Kinase zu aktivieren, jedoch nicht die p38- oder ERK-Kinasen.

## Gen und Spleißvarianten
Das PAK5-Gen, das längste in der PAK-Familie, umfasst insgesamt 12 Exons, von denen vier für die 5′-UTR und die verbleibenden acht für die Proteincodierung vorgesehen sind. Durch alternatives Spleißen der Exons des PAK5-Gens entstehen drei Transkripte, wobei eines davon ein 719 Aminosäuren langes Protein kodiert. Das Exon-Spleißen des murinen PAK5-Gens generiert drei Transkripte: Zwei davon kodieren ein identisches, 719 Aminosäuren langes Polypeptid, während das 2,0-kb-Transkript eine nicht-kodierende RNA mit zurückbehaltenem Intron darstellt.

## Proteindomänen
Ähnlich wie PAK4 besteht PAK5 aus einer Kinase sowie einem CDC42/Rac1-interaktiven Bindungsmotiv (CRIB-Motiv).

## Funktion
Das von diesem Gen kodierte Protein ist ein Mitglied der PAK-Familie, die wiederum zu den Ser/Thr-Proteinkinasen gehört. PAK-Familienmitglieder fungieren als Effektoren der Rac/Cdc42-GTPasen, die an der Regulation der Zytoskelettdynamik, der Proliferation und der Signalisierung des Zellüberlebens beteiligt sind. PAK5 enthält ein CDC42/Rac1-interaktives Bindungsmotiv (CRIB-Motiv) und bindet nachweislich CDC42 in Gegenwart von GTP.
PAK5 wird vorwiegend im Gehirn exprimiert. Sie ist in der Lage, den Neuritenauswuchs zu fördern und könnte somit eine Rolle bei der Neuritenentwicklung spielen. Diese Kinase ist mit Mikrotubuli-Netzwerken assoziiert und induziert eine Mikrotubuli-Stabilisierung. Die subzelluläre Lokalisation dieser Kinase wird während des Zellzyklusverlaufs strikt reguliert. Alternativ gespleißte Transkriptvarianten, die dasselbe Protein kodieren, wurden beschrieben.
Eine Gendeletion von PAK5 – mit oder ohne zusätzliche PAK6-Deletion – wurde bei Mäusen mit gestörter Motorik, Gedächtnisleistung und Lernfähigkeit in Verbindung gebracht. PAK5 wird gemeinsam mit DISC1, einem Psychose-Risikogen, koexprimiert, und der zugrundeliegende Signalweg scheint an der Modulation der synaptischen Plastizität beteiligt zu sein. Physiologische PAK5-Spiegel korrelieren mit der allgemeinen körperlichen Aktivität von Mäusen, da PAK5-defiziente Mäuse unter Amphetamin-Stimulation eine gesteigerte Aktivität zeigen. PAK5 wird zudem als eine der genetischen Varianten angesehen, die die Genexpression regulieren (eQTL), und seine Expression steht mit einer gehemmten glukoseregulierten Insulinsekretion in INS1-Zellen in Zusammenhang.

## upstream-Regulatoren
Die PAK5-Expression wird durch Aurora-A positiv reguliert, und sowohl PAK5 als auch Aurora-A sind im Plattenepithelkarzinom der Speiseröhre ko-upreguliert. Die PAK5-Spiegel werden durch miR-129 in Krebszellen des hepatozellulären Karzinoms reguliert sowie durch die Bindung der langen nicht-kodierenden RNA Colorectal neoplasia differentially expressed (CRNDE) an miR-186 in Gliomzellen.

## downstream-Targets
PAK5 phosphoryliert Pacsin-1 und Synaptojanin-1 und reguliert den synaptischen Vesikeltransport. Die PAK5-vermittelte Phosphorylierung von GATA1 an S161 und S187 trägt zur epithelial-mesenchymalen Transition (EMT) bei. Die Phosphorylierung von p120-Catenin an S288 durch PAK5 spielt eine Rolle bei der Zytoskelett-Umstrukturierung. Neben dem Zytoplasma ist PAK5 auch in Mitochondrien lokalisiert und phosphoryliert BAD an S112. PAK5 hemmt die MARK2/Par1-Aktivität und moduliert die Mikrotubuli-Dynamik.

## Klinische Signifikanz
Die PAK5-Spiegel sind bei Osteosarkom, hepatozellulären Karzinomen, Magenkrebs, Gliom, Plattenepithelkarzinom der Speiseröhre, Darmkrebs, Eierstockkrebs und Brustkrebs hochreguliert. Zudem gibt es Beispiele für aktivierende PAK5-Mutationen mit Gain-of-Function bei nicht-kleinzelligem Lungenkrebs. PAK5 fördert das Überleben der Zellen und die Sensitivität von Krebszellen gegenüber Chemotherapie.